# Tankōbon
Tankōbon (単行本?) este un termen japonez pentru o carte care este considerată un întreg și nu face parte dintr-o serie, deși industria manga îl folosește pentru volume care pot face parte dintr-o serie. Poate fi folosit și pentru un roman, un manual de economie, o carte de sfaturi pentru înfrumusețare, o carte care conține un set coerent de fotografii, un catalog pentru o expoziție care conține mostre ale altor cărți și așa mai departe. 

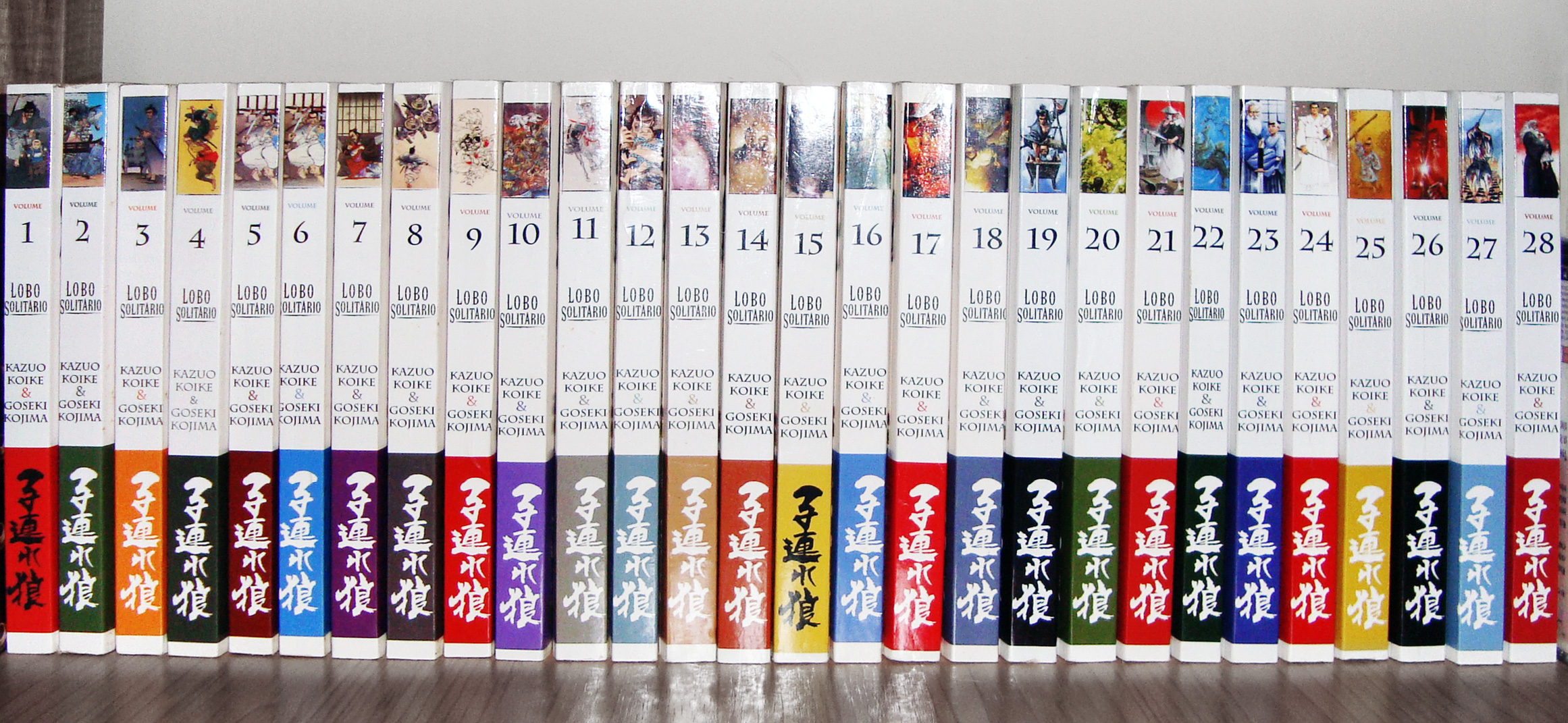
Colecția de volume manga Lone Wolf and Cub, apărute ca tankōbon.

Tankōbon nu includ bunkobon (文庫本, în mod normal folosit pentru romane), shinsho (新書, folosit în mod obișnuit pentru cărți de informații intelectuale), sau formatul de dimensiuni mari mukku (ムック, cu multe fotografii), deoarece fiecare aparține unei serii.
Tankōbon poate avea orice dimensiune, de la un roman de dimensiuni mici (ex. mamehon, 豆本) până la unul de tip folio. Folosind termeni pentru cărți legate în engleză, un tankōbon de o anumită mărime poate fi numit quarto sau octavo.

## Manga
În mod obișnuit, manga sunt publicate mai întâi în "reviste" săptămânale sau lunare de dimensiunea unei cărți de telefoane (precum Afternoon, Shonen Jump, sau Hana to Yume). Aceste reviste au adesea sute de pagini și o duzină de povești individuale de către autori multipli. Ele sunt printate pe hârtie ieftină de ziar și sunt considerate dispensabile. Un tankōbon conține capitolele unei singure serii, fiind tipărite în format paperback pe o hârtie de calitate mai bună decât în tipărirea revistei originale.
În engleză, deși traducerile tankōbon sunt vândute ca "romane grafice" sau "trade paperback", termenul tankoubon sau tankobon este folosit de comunitățile online. Populația Japoniei folosește frecvent pentru serii manga tankōbon termenul komikku (コミック?), de la cuvântul englezesc "comics" (benzi desenate).
Termenul se mai poate folosi pentru însăși formatul — o colecție de benzi desenate în trade paperback de dimensiunea (în jur de 13 × 18 cm, adică 5" × 7") unei cărți (diferită de formatul tradițional american de 18 × 25 cm, adică 7" × 10", folosit pentru romanele grafice). Formatul tankōbon a obținut o invazie a pieței americane a benzilor desenate, mai multe edituri optând să-și lanseze unele titluri în acest format mai mic.

### Aizōban și kanzenban
Un aizōban (愛蔵版?) este o ediție de colecție a unui volum. Aceste volume sunt în general mai scumpe și conțin trăsături mai speciale precum coperți unice create special pentru această ediție, hârtie specială pentru copertă, hârtie de calitate superioară pentru conținut, o învelitoare de protecție, și așa mai departe. Aizōban sunt în general tipărite în număr limitat, de aceea valoarea acestora crește, fiind colecționate de fani. În general numai cele mai populare serii manga (precum Dragon Ball) sunt lansate în acest format. 
Kanzenban (完全版?) este un alt termen folosit pentru acest tip de ediție specială. Dacă apelativul aizōban exprimă valoarea volumelor, termenul kanzenban exprimă întregimea seriei.
Formatul aizōban a invadat piața americană, cu titluri ca Fruits Basket și Rurouni Kenshin care au fost reimprimate în format aizōban.

### Bunkoban
O ediție bunkoban (文庫版?) este un volum tipic japonez de dimensiunea unui roman. Acestea sunt mai mici (în jur de 16 cm înălțime) și mai groase decât un tankōbon, tipărite pe hârtie de calitate mai bună, și în general au o copertă nouă realizată special pentru aceasta (în cazul seriilor manga). Dacă publicarea se face sub forma wideban, ediția bunkoban va avea același număr de volume. Termenul este abreviat ca bunko ( fără prefixul -ban). O aproximare a numărului de ediții bunko este jumătate din numărul de ediții tankōbon, de exemplu Please Save My Earth a fost publicat în 21 tankōbon și apoi relansat în 12 bunko.

### Wideban
O ediție wideban (ワイド版 waidoban?) este mai mare decât obișnuita tankōbon, și în general adună o serie într-un număr mai mic de volume decât ediția originală tankōbon. De exemplu, Maison Ikkoku a fost publicat original în 15 volume tankōbon, dar a fost republicat ca 10 volume wideban. Seria Trigun, original tipărită în 3 cărți, a fost retipărită ca două volume wideban în S.U.A. VIZ Media publică wideban ca ediții VIZBIG.